# Знедолені (фільм, 2019)
«Знедолені» (фр. Les Misérables) — французький драматичний фільм 2019 року, поставлений режисером Ладжем Лі за мотивами роману Віктора Гюго «Знедолені». Світова прем'єра стрічки відбудеться 15 травня 2019 року на 72-му Каннському міжнародному кінофестивалі, де вона братиме участь в основній конкурсній програмі у змаганні за Золоту пальмову гілку.

## Сюжет
Стефан, приїхавши з Шербура, приєднується до бригади з боротьби зі злочинністю у передмісті Парижа Монфермейлі. Спільно зі своїми новими колегами Крісом і Гвадою — двома досвідченими членами команди — він швидко виявляє, що між двома бандами виникає напруженість…

## У ролях
| • Деміен Боннар   | … | Стефан Руїс  |
| • Алексіс Маненті | … | Кріс         |
| • Джибріл Зонга   | … | Гвада        |
| • Жанна Балібар   | … | уповноважена |

## Знімальна група
- Автор сценарію — Ладж Лі, Джордано Гедерліні, Алексіс Маненті
- Режисер-постановник — Ладж Лі
- Продюсер — Тофік Аяді, Крістоф Барраль
- Співпродюсер — Едуар Вейль
- Оператор — Жульєн Пупар
- Композитор — Pink Noise
- Монтаж — Флора Волпільєр
- Художник-постановник — Карим Лаґаті

## Нагороди та номінації
| Список нагород та номінацій  | Список нагород та номінацій | Список нагород та номінацій | Список нагород та номінацій | Список нагород та номінацій | Список нагород та номінацій |
| Кінофестиваль/Кінопремія     | Рік                         | Категорія                   | Номінант(и)                 | Результат                   | Дж                          |
| ---------------------------- | --------------------------- | --------------------------- | --------------------------- | --------------------------- | --------------------------- |
| 72-й Каннський кінофестиваль | 2019                        | Золота пальмова гілка       | Ладж Лі                     | Номінація                   | [ 3 ]                       |
| 72-й Каннський кінофестиваль | 2019                        | Золота камера               | Ладж Лі                     | Номінація                   | [ 3 ]                       |
| 72-й Каннський кінофестиваль | 2019                        | Приз журі                   | Ладж Лі                     | Перемога                    | [ 3 ]                       |